# NGC 1233
NGC 1233 (NGC 1235) é uma galáxia espiral (Sb) localizada na direcção da constelação de Perseus. Possui uma declinação de +39° 19' 09" e uma ascensão recta de 3 horas, 12 minutos e 33,1 segundos.
A galáxia NGC 1233 foi descoberta em 10 de Dezembro de 1871 por Édouard Jean-Marie Stephan.